# Gutzeit-Reaktion
Die Gutzeit-Reaktion (auch Gutzeitsche Probe) ist in der Chemie eine qualitative Nachweisreaktion für Arsen. Sie ist nach ihrem Entdecker Heinrich Gutzeit (* 13. Februar 1845; † 16. November 1888), zu der Zeit Professor der Chemie an der Universität Jena (1879–1888), benannt.
Die zu prüfende Probe wird dabei mit Salzsäure und Zink versetzt. Dadurch entsteht Arsenwasserstoff (AsH3), eine Substanz, die gasförmig entweicht und angefeuchtetes Silbernitrat (AgNO3) auf einem Stück Filterpapier unter Bildung von elementarem Silber (Ag) braunschwarz färbt.
Der entweichende Arsenwasserstoff reagiert hierbei mit Silbernitrat zu gelbem Silberarsenid, welches danach zerfällt und einen schwarzen Silberfilm erzeugt:
{\displaystyle {\ce {As2O3 + 6 Zn + 6 H2SO4 -> 2 AsH3 ^ + 6 ZnSO4 + 3 H2O}}}
{\displaystyle {\ce {AsH3 + 6 AgNO3 -> Ag3As * 3 AgNO3 + 3 HNO3}}}
{\displaystyle {\ce {Ag3As * 3 AgNO3 + 3 H2O -> 6 Ag + H3AsO3 + 3 HNO3}}}

## Historische Veröffentlichungspraxis (Beispiel)
Die oben in heutiger Nomenklatur beschriebenen Reaktionen wurden von H. Gutzeit 1879 als Bemerkung (Kommentar) zum Arsen-Reinheitsnachweis von Salz- bzw. Phosphorsäure in der Neuauflage der Pharmacopoea Germanica wie folgt veröffentlicht (Originaltextwiedergabe in historischer Schreibweise):
"... A c i d.  h y d r o c h l o r i c. …
... Prüfung auf Arsen: In Anbetracht der vielfachen berechtigten Klagen über die zur Zeit vorgeschriebene Prüfung schlage ich folgende Abänderung derselben vor: „Das durch Einwirkung der mit 2-3 Theilen Wasser verdünnten Säure auf reines Zink erzeugte Gas, darf gutes Fliesspapier, welches mit schwach angesäuerter, h ö c h s t conc. Silberlösung betupft ist, weder sofort noch nach einiger Zeit gelb - bei längerer Einwirkung grauschwarz - färben. Der Hals der Entwicklungsflasche wird zweckmässig mit etwas Baumwolle locker verstopft, um das Spritzen der Flüssigkeit zu verhüten, resp. um das Gas von den mitgerissenen Theilchen derselben zu reinigen. Wesentlich ist die concentrirte S i l b e r l ö s u n g - 1 Theil Argentinitrat gelöst in 1 Theil Wasser, versetzt mit einer Spur Salpetersäure - weil sonst die c h a r a c t e r i s t i s c h e Reaction, die gelbe Färbung nämlich, nicht bemerkt werden würde. Vielleicht dürfte noch hinzuzufügen sein: „Im Zweifelfalle entscheidet die Prüfung im Marsh‘schen Apparate.“ Auf Grund vielfacher Versuche durfte noch hinzuzufügen sein, dass die oben angeführte Reaction bei richtiger Ausführung äusserst empfindlich und sehr characteristisch ist: empfindlicher vielleicht als die Marsh‘sche Probe. ...
A c i d.  p h o s p h o r i c. ...
… Prüfung auf Arsen: Ich würde vorschlagen die Säure mit reinem Zink und verdünnter Schwefelsäure zusammen zu bringen, und das Verhalten des entweichenden Gases gegen conc. S i l b e r l ö s u n g, (man vergleiche den Artikel Acid. hydrochloric.) oder im Marsh'schen Apparate zu prüfen.
..."